# Anelastes druryi
Anelastes druryi är en skalbaggsart som beskrevs av Kirby. Anelastes druryi ingår i släktet Anelastes och familjen halvknäppare. Inga underarter finns listade i Catalogue of Life.